# Кикин, Анатолий Михайлович
Анато́лий Миха́йлович Ки́кин (3 ноября 1940, Куйбышев — 27 марта 2012, Самара) — советский футболист, тренер.

## Биография
Тренировался у Леонида Акимовича Солодовникова. После окончания школы пошёл работать оператором в цех № 8 Куйбышевского нефтеперерабатывающего завода. По рекомендациям тренера Кикин в 1960—1961 играл в сызранском «Нефтянике». В 1962 году перешёл в «Крылья Советов»: дебют состоялся 12 июня в матче с московским «Динамо», в котором новичок забил гол.
За основной состав «Крыльев Советов» Кикин играл шесть лет — провёл 117 матчей, забил 14 мячей. Для левого крайнего нападающего неплохой результат, учитывая что тренер требовал и отрабатывать в обороне и отдавать передачи. Большинство голов известные форварды «Крыльев» Борис и Анатолий Казаковы, Николай Осянин, Анатолий Жуков забивали после подач Анатолия Кикина или Бориса Коха.
Большую известность получил в сентябре 1964 года после полуфинального матча с московским «Динамо». Кикин в присутствии 100 тысяч зрителей забил два мяча в ворота Льва Яшина.
В конце 1964 года получил звание мастера спорта за выход в финал Кубка СССР.
Прощальным матчем стала кубковая игра «Строитель» (Ашхабад) — «Крылья Советов» 28 июня 1968.
После ухода из «Крыльев» выступал за куйбышевский «Металлург», тольяттинское «Торпедо». Закончив играть поступил в волгоградский институт физкультуры, позже окончил Высшую школу тренеров. В 1989—1993 годах работал в «Крыльях Советов» в тандеме с Виктором Антиховичем, с ним же работал в «Носте», спасал сочинскую «Жемчужину» от вылета, выводил в Высший дивизион казанский «Рубин». С апреля по май 1994 года исполнял обязанности главного тренера «Крыльев Советов».
В 2005 работал тренером ШВСМ. Несколько лет работал тренером детских команд ФК «Юнит».
Заслуженный ветеран «Крыльев Советов» (2009).